# WxHaskell
De GUI-bibliotheek wxHaskell wordt gebruikt voor de functionele programmeertaal Haskell. Het is een bibliotheek voor wxWidgets, een bibliotheek geschreven in C++, die op allerlei computerplatformen, zoals Windows, GTK+ en Mac OS X, gebruikt kan worden. De taal wxHaskell is hoofdzakelijk ontwikkeld en ontworpen door Daan Leijen.

## Overzicht
De software bestaat uit vier delen: 
- wxdirect, een programma dat speciaal geschreven C headers leest en laag niveau Haskell FFI bindings schrijft voor de geëxporteerde functies
- wxc, een DLL met C-interface naar wxWidgets (Haskell compilers kunnen niet linken met C++ software). Wxc kan ook gebruikt worden voor bindingen met andere talen
- Module Graphics.UI.WXCore, de interface tussen Haskell en wxc
- Module Graphics.UI.WX, een abstractie daarbovenop. De WXCore-bibliotheek biedt enkele abstracties maar geen zaken als overloading of nieuwe monads. De WX-bibliotheek biedt dit soort zaken wel voor het instellen van eigenschappen en attributen van onderdelen van de interface

WxHaskell maakt gebruik van combinatoren voor het specificeren van de lay-out. Deze combinatoren kunnen gebruikt worden om de eigenschappen van de widgets (alignment, expansion en stretch) in te stellen.

### Licentie
WxHaskell is beschikbaar onder dezelfde licentie als wxWidgets. Deze licentie is bijna identiek aan de GNU Lesser General Public License, met één wijziging: werken die met deze bibliotheek zijn gemaakt, kunnen worden uitgebracht onder eigen voorwaarden. Hiermee is het ook mogelijk commerciële applicaties te maken zonder bijvoorbeeld de broncode vrij te hoeven geven.

## Voorbeeld
De onderstaande code toont een klein venster met de titel "Hello!" en een werkende knop om af te sluiten:
```
module
 
Main
 
where

import
 
Graphics.UI.WX

main
 
::
 
IO
 
()

main

  
=
 
start
 
hello

hello
 
::
 
IO
 
()

hello

  
=
 
do
 
f
    
<-
 
frame
    
[
text
 
:=
 
"Hello!"
]

       
quit
 
<-
 
button
 
f
 
[
text
 
:=
 
"Quit"
,
 
on
 
command
 
:=
 
close
 
f
]

       
set
 
f
 
[
layout
 
:=
 
widget
 
quit
]

```